# Jaime Torrent
Jaime Torrent Albornoz (* 8. Oktober 1893 in Linares; † 1925) war ein chilenischer Maler.
Torrent studierte an der Escuela de Bellas Artes bei Fernando Álvarez de Sotomayor. Als dessen Schüler zählte er zur Malergruppe der Generancion del Trece, von der er sich jedoch nach der Rückkehr Sotomayors nach Spanien zurückzog. Er starb bereit 1925 an Tuberkulose. Zu Lebzeiten erhielt er zwei Auszeichnungen des Salon Official in Santiago, in Ausstellungen wurden seine Werke erst nach seinem Tode gezeigt. Die Pinakothek der Universidad de Concepción besitzt sein Gemälde Retrato de Julio Vásquez Cortés.

## Quelle
- Museo de Bellas Artes – Jaime Torrent

| Personendaten    | Personendaten                                |
| ---------------- | -------------------------------------------- |
| NAME             | Torrent, Jaime                               |
| ALTERNATIVNAMEN  | Torrent Albornoz, Jaime (vollständiger Name) |
| KURZBESCHREIBUNG | chilenischer Maler                           |
| GEBURTSDATUM     | 8. Oktober 1893                              |
| GEBURTSORT       | Linares (Chile)                              |
| STERBEDATUM      | 1925                                         |